# Comuna Mîsailivka, Bohuslav
Mîsailivka (în ucraineană Мисайлівка) este o comună în raionul Bohuslav, regiunea Kiev, Ucraina, formată din satele Ceaikî și Mîsailivka (reședința).

## Demografie
Componența lingvistică a comunei Mîsailivka
     Ucraineană (98,95%)
     Rusă (1,01%)
Conform recensământului din 2001, majoritatea populației comunei Mîsailivka era vorbitoare de ucraineană (98,95%), existând în minoritate și vorbitori de rusă (1,01%).